# ريمون بلوخ
ريمون بلوخ (بالألمانية: Raymond Bloch) (و. 1914 – 1997 م) كان مؤرخ، وعالم آثار، من فرنسا، ولد في باريس، كان عضوًا في المعهد الألماني للآثار، توفي عن عمر يناهز 83 عاماً.

## التعليم
تعلم في مدرسة الأساتذة العليا.